# Wilma van Hofwegen
Wilma van Hofwegen (n. 17 iulie 1971, Vlaardingen, Olanda de Sud, Țările de Jos) este o înotătoare olandeză, medaliată olimpică. A participat la 2 ediții ale Jocurilor Olimpice (1996, 2000) în care a câștigat o medalie de argint.